# Fille de feu (film, 1932)
Pour les articles homonymes, voir Fille de feu.
Pour plus de détails, voir Fiche technique et Distribution.
Fille de feu (Call Her Savage) est un film américain réalisé par John Francis Dillon, sorti en 1932.

## Synopsis
Nasa Springer née et élevée dans un milieu aisé, se rebelle contre son père, qui l'envoie dans une école privée, où son comportement perturbateur ne passera pas inaperçu...

## Fiche technique
- Titre original : Call Her Savage
- Titre français : Fille de feu
- Réalisation : John Francis Dillon
- Scénario : Edwin J. Burke d'après le roman de Tiffany Thayer (en)
- Producteur : Sam E. Rork (associé)
- Photographie : Lee Garmes
- Pays de production : États-Unis
- Format : Noir et blanc - 1,37:1
- Durée : 88 minutes
- Genre : drame
- Date de sortie : 1932

## Distribution
- Clara Bow : Nasa Springer
- Gilbert Roland : Moonglow
- Thelma Todd : Sunny De Lane
- Monroe Owsley : Lawrence Crosby
- Estelle Taylor : Ruth Springer
- Weldon Heyburn : Ronasa
- Willard Robertson : Pete Springer
- Anthony Jowitt : Jay Randall
- Fred Kohler : Silas Jennings
- Russell Simpson : le vieil homme dans le wagon
- Margaret Livingston : Molly
- Carl Stockdale : Mort
- Dorothy Peterson : la femme de Silas
- Lita Chevret